# Lactobacillus kefiranofaciens
Espèce
Lactobacillus kefiranofaciens est une espèce de bactérie lactique de la famille des Lactobacillaceae. C’est la bactérie lactique dominante dans les grains de kéfir de lait,. Elle produit des exopolyccharides jouant un rôle protecteur pour d’elle-même et servant de matrice de maintien des bactéries lactiques et des levures constituant les grains de kéfir.

## Étymologie
Le nom de genre latin Lactobacillus se décompose en lactis « lait » et bacillus comme bacillum « bâtonnet ».
L’épithète spécifique kefiranofaciens dérive de kefiran, gel de polysaccharides, constitutif des grains de kéfir, et de facio « faire » donc kefiranofaciens équivaut à « produisant du kéfiran ».

## Description
Les cellules de Lb. kefiranofacien sont
- des bâtonnets non mobiles de 0,5-1,2 x 3,0-20 μm,
- apparaissant seules, en couples ou parfois en chaînes courtes. La forme des colonies est variable suivant la sous-espèce.
- homofermentaires obligatoires : ils produisent exclusivement de l’acide lactique à partir du glucose

Son génome a été séquencé en 2011.
Cette espèce possède deux sous-espèces :
- Lactobacillus kefiranofaciens subsp. kefiranofaciens (Fujisawa, Adachi, Toba, Arihara and Mitsuoka 1988). Cultivé sur agar KPL modifié (pH 5,5) à 30 °C après 10 jours la colonie est circulaire ou irrégulière, de 0,5-3,0 mm de diamètre, convexe, transparente à translucide, blanche. De grandes quantités de polysaccharides sont produites.
- Lactobacillus kefiranofaciens subsp. kefirgranum (Takizawa, Kojima, Tamura, Fujinaga, Benno and Nakase 1994). Sur agar R-CW à 30 °C pendant 5 jours, les colonies sont circulaires à irrégulières, convexes, opaques, blanches.

## Fermentation lactique
Le kéfir est un lait fermenté, traditionnellement obtenu en ensemençant du lait avec des grains de kéfir. La fermentation se fait à 22-25 °C durant environ 24 heures. L’analyse métagénomique a révélé que Lactobacillus kefiranofaciens est l’espèce bactérienne dominante durant les premières phases de la fermentation puis que l’abondance relative de Leuconostoc mesenteroides et de Acetobacter pasteurianus augmente dans les phases ultérieures. Les gènes impliqués dans la biosynthèse des acides aminés aromatiques sont absents de Lb. kefiranofaciens mais présents chez Leuconostoc mesenteroides.
Lb. kefiranofaciens produit et excrète des polysaccharides qui le protègent du dessèchement, du stress osmotique, de la phagocytose, des attaques de bactériophages et de la prédation par des protozoaires . L’exopolysaccharide produit par Lb. kefiranofaciens se trouve dans les grains de kéfir de lait où il forme une matrice retenant fermement les bactéries lactiques et les levures. Ce polysaccharide est formé de chaînes de glucose, la plupart liés par des liaisons osidiques α-(1,6); c'est un α-glucane.

## Actions probiotiques
Lb. kefiranofaciens possède des gènes encodant des protéines qui sont considérées comme ayant un rôle important pour l’action probiotique, comme les protéines de synthèse d’exopolysaccharides (EPS), des transporteurs de sels biliaires, des protéines de liaison du mucus et de bactériolysines (une variété d'anticorps, immunoglobuline M le plus souvent, qui provoque la destruction d'une bactérie).
La souche M1 de Lb. kefiranofaciens isolée dans du kéfir taïwanais a des effets antiallergiques et antiasthmatiques sur la souris. Elle agit directement sur les souris dépourvues de microbiote intestinal et renforce l’immonorégulation et la fonctionnalité intestinale.